# Eugen Büchner
Pour les articles homonymes, voir Büchner.
Eugen Alexander Büchner (20 mars 1861 - 17 mars 1913) est un zoologiste russe, spécialiste de la zoologie et de la systématique des mammifères et des oiseaux. Il a été directeur du muséum de l'Académie des sciences de Russie à Saint-Pétersbourg et co-éditeur de l’Annuaire du Musée Zoologique de l'Académie Impériale des Sciences de Saint Pétersbourg.